# Apanteles stantoni
Apanteles stantoni är en stekelart som först beskrevs av William Harris Ashmead 1904.  Apanteles stantoni ingår i släktet Apanteles och familjen bracksteklar. Inga underarter finns listade i Catalogue of Life.